# Marano Veneziano
Marano Veneziano (Maràn in veneto) è una frazione del comune italiano di Mira, nella città metropolitana di Venezia. 
È la frazione più occidentale del comune, nonché la meno popolosa. Il paese si trova lungo la strada provinciale che collega Mira a Mirano (sp 27) e dista circa 3 km da entrambi i capoluoghi. 

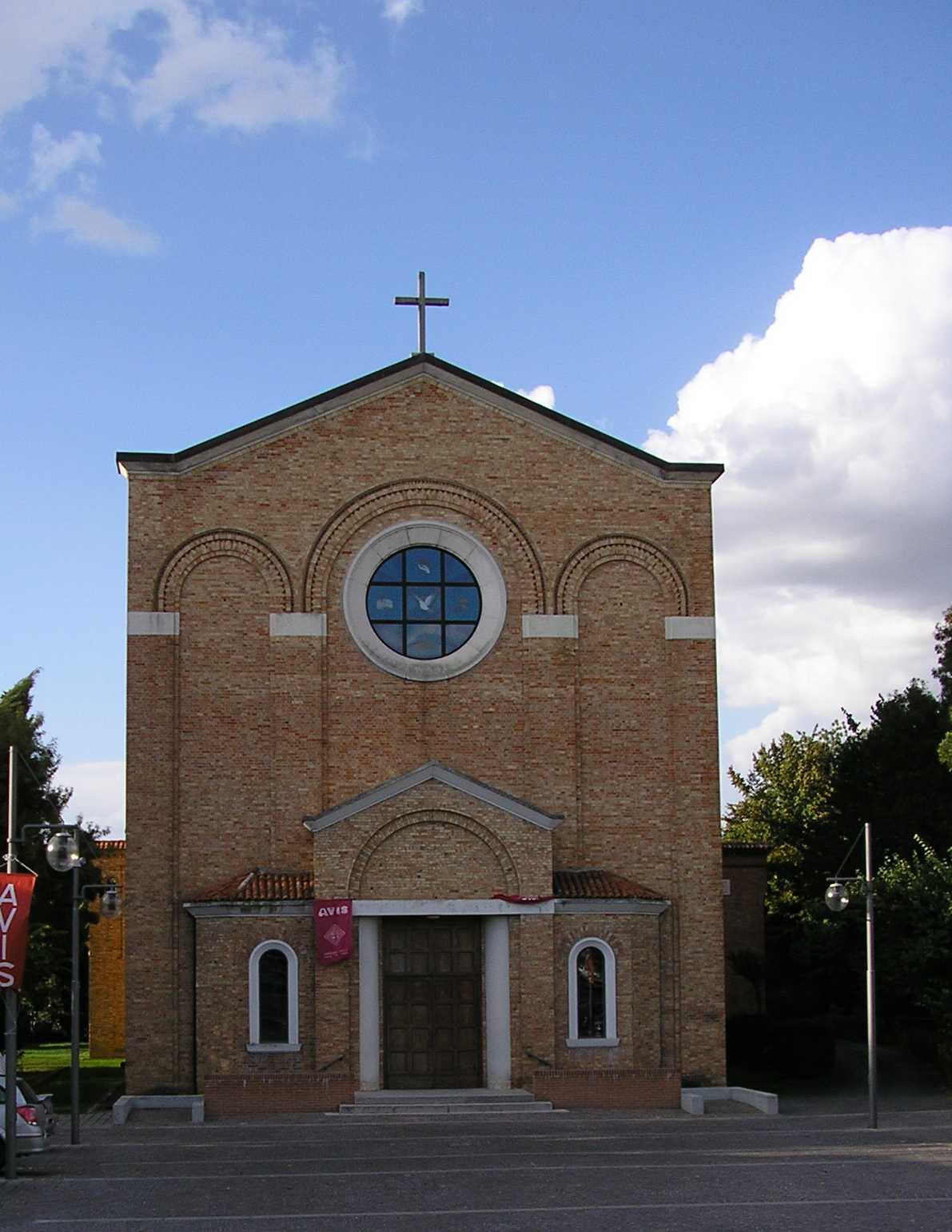
La chiesa parrocchiale

È sede parrocchiale e appartiene al Vicariato di Gambarare e, di conseguenza, al Patriarcato di Venezia. Il patrono è sant'Agostino. Il paese appartenne alla Diocesi di Treviso sino alla fine degli anni venti, come la maggior parte del territorio comunale di Mira.
A Marano Veneziano è presente uno dei pochi esempi al mondo di campanile più basso della struttura della chiesa.
È inoltre dotata di una importante stazione ferroviaria, Mira-Mirano, lungo la linea Venezia-Padova-Milano.

## Geografia fisica
L'abitato sorge presso le rive del Taglio Nuovo, detto anche Canale di Mirano, il canale artificiale che, costeggiando la strada provinciale 27, conduce le acque del Muson Vecchio da Mirano a Mira Taglio. Rispettivamente a nord e a sud del centro scorrono lo scolo Lusore e lo scolo Zezenigo, che passano sotto l'alveo del taglio attraverso dei sifoni.

## Storia

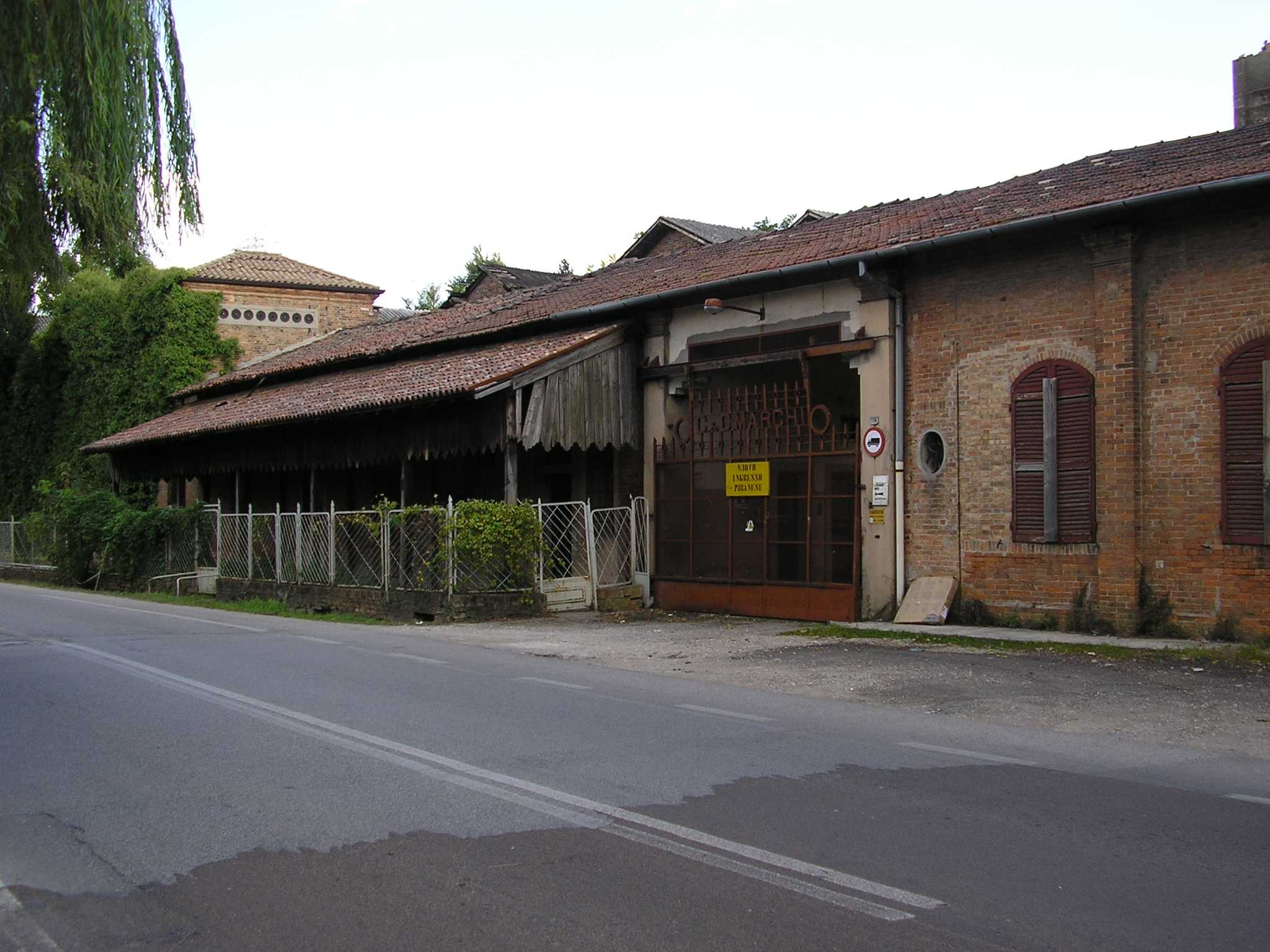
Il vecchio ingresso della Marchi

Marano si è sviluppata soprattutto con la costruzione della ferrovia Venezia-Milano del 1846 e della fabbrica chimica Marchi a fine Ottocento.
L'8 luglio 2015 il paese è stato sfiorato dal tornado che ha colpito con maggior violenza la zona della Riviera del Brenta.
La sagra del paese si svolge nel periodo di fine agosto e viene aperta dalla tradizionale maratona non agonistica per le vie del centro e della campagna.

## Edifici di interesse storico
Villa Silva Corò, complesso del XVII secolo costituito dalla villa padronale, da un vasto annesso rustico ad essa perpendicolare e adiacente al lato est e dall'oratorio situato in posizione isolata. La villa è formata da un corpo centrale ai cui lati si estendono due ali di altezza minore.

## Un vecchio documento storico
Origini di Marano - Marano veneziano è una comunità parrocchiale giovane. Si staccò infatti da Borbiago, dal quale aveva sempre dipeso, intorno al 1930. Il suo nome peraltro è un po’ vecchietto: è ricordato in un atto di vendita tra Guidotto e Ansedise di Collalto in favore del monastero di Sant’Ilario Abbazia di Sant'Ilario del 1117. Il Ducange [ragionevolmente trattasi di Du Cange ] fa derivare Marano dal latino medioevale “Mara”, che spiega come palude, stagno e lago. Che fosse luogo paludoso questa zona è fuori discussione, lo dimostrano gli acquitrini ancora esistenti.
La sua chiesetta eretta in stile romanico pure è stata aperta il 29 settembre 1934. Prima di allora la Messa Domenicale veniva celebrata nella bella cappellina della Villa Silva ove abitarono, sul finire del secolo scorso, [1800] i Padri Fatebenefratelli. 
Il centro del paese – pressoché tutto nuovo- trovasi sul crocevia della strada provinciale 27, collegante Mirano e Mira, con la provinciale 30 (via Caltana) che unisce l’antico Oriago a Borbiago, Scaltenigo, Caltana e Campodarsego.
Marano Veneziano è bagnato dalle acque del Naviglio di Mirano Canale di Mirano ed ha il privilegio di essere collegato direttamente a Venezia ed a Padova con la ferrovia Venezia- Bologna- Milano.
Ospita uno stabilimento di prodotti chimici dei fratelli Marchi fondato nel 1898. Produce concimi chimici, solfato di rame, acido solforico, fluosilicato di sodio (residuo dei fumi del reparto impasti del concime con altre sostanze).
Il laboratorio Husci che produce medicinali.
L’ufficio postale di Marano è stato istituito il 1º luglio 1912. Il primo ufficiale postale fu la signorina Vecchietti Albina.